# Longjiao, Chongqing
Longjiao (kinesiska: 龙角) är en köping i sydvästra Kina. Den ligger i Yunyang härad i storstadsområdet Chongqing, omkring 260 kilometer nordost om det centrala stadsdistriktet Yuzhong. Antalet invånare är 13 074. Befolkningen består av 6 335 kvinnor och 6 739 män. Barn under 15 år utgör 21,0 %, vuxna 15-64 år 64 %, och äldre över 65 år 13,0 %.